# Björka
Björka is een plaats in de gemeente Gagnef in het landschap Dalarna en de provincie Dalarnas län in Zweden. De plaats heeft 91 inwoners (2005) en een oppervlakte van 21 hectare. De plaats ligt aan de zuidoever van de rivier Västerdalälven.

## Verkeer en vervoer
Bij de plaats loopt de E16.
De plaats had vroeger een station aan de hier nog bestaande spoorlijn Repbäcken - Särna.